# Antwerps liedboek

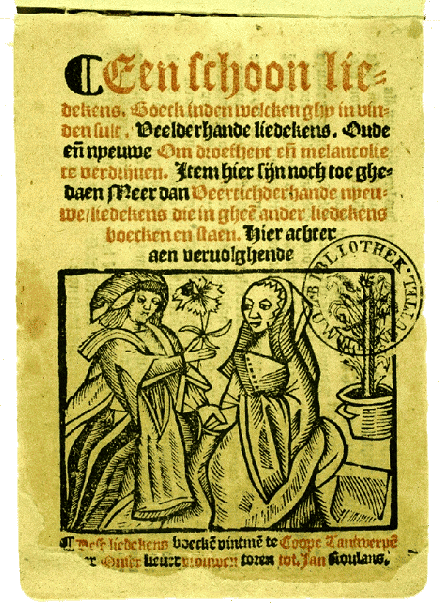
Titelpagina van het Antwerps liedboek (1544).

Het Antwerps liedboek verscheen in 1544 bij de drukker Jan Roulans (Antwerpen) onder de titel: Een schoon liedekens. Boeck inden welcken ghy vinden sult. Veelderhande liedekens. Oude en nyeuwe Om droefheyt ende melancolie te verdrijuen.
Het liedboek bevat 221 liederen. Alleen de liedtekst is opgenomen, zonder muziek.

## Geschiedenis
Er zijn ongeveer vijf drukken van het boek geweest, maar er is slechts één exemplaar volledig bewaard gebleven, in de Herzog August Bibliothek te Wolfenbüttel, afkomstig uit de uitgebreide collectie van hertog August von Braunschweig-Wolfenbüttel.
De slechte overlevering van de vijf drukken kan worden verklaard, doordat het liedboek twee jaar na verschijning op de "Index Librorum Prohibitorum" werd geplaatst: de lijst van verboden lectuur van de Inquisitie van de Katholieke Kerk. De drukker overleed later in de gevangenis, waar hij was beland wegens het drukken van clandestiene uitgaven.
Het ging de Inquisitie waarschijnlijk niet om de politieke liederen in de liedbundel (veelal loftuitingen aan het adres van het huis Habsburg), maar eerder om de liederen waarin losbandig gedrag aan monniken en nonnen werd toegeschreven.
Wellicht zijn mogelijk overgebleven exemplaren later alsnog vernietigd door Franstalige bibliothecarissen, die weinig waarde hechtten aan de archivering van Nederlandstalige cultuur in de Zuidelijke Nederlanden.

## Uitgaven
De eerste wetenschappelijke uitgave werd bezorgd door Heinrich Hoffmann von Fallersleben in 1855.
In 1941 verscheen bij uitgeverij L.J.C.Boucher te 's-Gravenhage het Antwerps liedboek van 1544 onder de titel Een Schoon Liedekens-Boeck. Bewerkt, toegelicht en ingeleid door dr. W.Gs. Hellinga. Van de 221 liederen werd een honderdtal door dr. W. Hellinga bewerkt voor de lezer die niet door de moeilijkheden van het 'Oud-Nederlandsch" heen kan lezen. De overige liederen werden herdrukt naar de uitgave van Hoffmann von Fallersleben (1855). In 1968 verscheen bij Boucher een anastatische herdruk in oblongformaat.
In 2004 verscheen er een uitgebreide uitgave van het liedboek met dubbel-cd (eindredactie: Dieuwke van der Poel; muziek: Louis Peter Grijp; cd: Camerata Trajectina). Dankzij wijsaanduidingen en muzieknotatie in andere liedbundels, is bij ruim honderd liedjes de melodie teruggevonden. De cd werd bekroond met de Edison Klassiek 2006 (in de categorie Middeleeuwen en Renaissance).

## Inhoud
Het Antwerps liedboek is voor zover bekend het oudste gedrukte liedboek waarin een zo groot aantal wereldlijke Nederlandse liederen zijn opgenomen. De meeste van die liederen waren toen, aan het einde van de Middeleeuwen, al lang bekend door de traditionele mondelinge overlevering; velen kregen dan ook de aanduiding: 'oudt liedeken'.
Voorbeelden van liedjes uit het Antwerps liedboek zijn:
- Arge winter gij zijt koud
- Alle mijn gepeis doet mij zo wee
- Daar gingen twee gespeelkens goed
- Daar staat een klooster in Oostenrijk
- Het daghet in den oosten het lichtet overal
- Den winter is een onweerd gast
- Die winter is vergangen, ik zie des meien schijn
- Een liet met droevicheden sal ick u doen ghewach (afscheidslied Catharina van Aragon)
- Het voer een maagdelijn over de Rijn
- Het waait een windeken koel uit den oosten
- Ik zeg adieu, wij twee, wij moeten scheiden
- Ik zie die morgensterre, mijns lievekens klaar aanschijn
- Rijk God, wie zal ik klagen dat heimelijk lijden mijn
- Tandernaken op den Rijn
- Wie was diegene die die loverkens brak

## Doorwerking
Veel liederen die voor het eerst in het Antwerps liedboek in druk zijn verschenen, zijn ook in de eeuwen erna bekend gebleven en in diverse liedbundels en verzamelbundels opgenomen. 
Enkele voorbeelden van liedboeken die, door de eeuwen heen, een of meerdere liederen opnamen, zijn: het Aemstelredams, Amoreus lietboeck (1589); het Haerlems Oudt Liedt-Boeck (1716); F.A. Snellaert, Oude en nieuwe liedjes (1864); Florimond van Duyse, Het oude Nederlandsche lied (1903-1908); D. de Lange, Nederlandsch volksliederenboek (1913); Pollmann en Tiggers, Nederlands volkslied (1941); en Jacques Klöters, In die grote stad Zaltbommel (1993).
Met name het liedboek van Pollmann en Tiggers, Nederlands volkslied (1941), speelde een belangrijke rol in de verspreiding van een heel aantal liederen, omdat het lange tijd werd gebruikt op kweekscholen, in het onderwijs en in de Nederlandse jeugdbeweging (met name de jaren 1940-1970). Hierin zijn 13 liedjes uit het Antwerps liedboek opgenomen.